# Далиева, Асель Егизбаевна
Далиева Асель Егизбаевна (род. 3 октября 1989 года) — Заслуженный мастер спорта Республики Казахстан (тогыз-кумалак), четырёхкратная чемпионка мира, многократная чемпионка Казахстана.

## Биография
Асель родилась в Кзыл-Орде 3 октября 1989 года. В тогыз-кумалак играет с 4 лет.
На первом чемпионате мира стала чемпионкой мира. Через два года первенствовала и в классике, и в блице.
11 раз становилась чемпионкой Казахстана.
Первой из игроков в тогыз-кумалак была удостоена звания Заслуженный мастер спорта Республики Казахстан.

## Награды
- Почётный знак «За заслуги в развитии физической культуры, спорта и туризма» (26 ноября 2015 года, Межпарламентская ассамблея СНГ) — за значительный вклад в развитие физической культуры, спорта и туризма в государствах — участниках Содружества Независимых Государств, реализацию идей сотрудничества в сфере физической культуры, спорта и туризма[1]